# Камероцерас
Камероцерас (лат. Cameroceras, от лат. camera и др.-греч. κέρας — рог) — род гигантских головоногих ортоконов, существовавших в ордовикском периоде, 478,6—445,6 млн лет назад. Окаменевшие раковины камероцераса обнаружены в Испании, Северной Америке и на севере Южной Америки.

## Строение и образ жизни
Раковина камероцераса достигала длины 9—10 м, то есть, вместе с щупальцами этот моллюск должен был иметь длину 11 метров (позднее эти данные пересмотрены в меньшую сторону). Этот моллюск был одним из крупнейших животных, живших в эпоху палеозоя. Судя по его огромным размерам, он был высшим хищником, обитавшим на глубоководье и, вероятно, питавшимся ракоскорпионами, такими как мегалограпт (Megalograptus welchi), большими трилобитами, и небольшими головоногими.

## Таксономия
Камероцерас стал мусорным таксоном, к этому роду могут отнести любых крупных ортоконов, таких как эндоцерас (Endoceras), вагиноцерас (Vaginoceras), менискоцерас (Meniscoceras). Хотя Cameroceras trentonense был впервые описан Конрадом в 1842 году, с тех пор термин использовался в разных значениях. Cameroceras и Endoceras используется даже для описания разных стадий развития одного вида.